# Habsburgska Nederländerna
Habsburgska Nederländerna är den nutida termen för de senare Nederländerna, Belgien och Luxemburg under den historiska epoken mellan 1482 och 1581, då de regerades av dynastin Habsburg. Det befann sig i personalunion med Österrike och Spanien, vilket innebar att dess monark ofta var frånvarande, och området styrdes av guvernörer eller ställföreträdande regenter med titeln ståthållare. Efter nederländska frihetskriget blev dess norra del fritt under namnet Republiken Förenade Nederländerna, medan dess södra del blev Spanska Nederländerna. 